# アレクサンダル・ジュルゲロフ
アレクサンダル・アントニエフ・ジュルゲロフ（Aleksandar Antoniev Dyulgerov (ブルガリア語: Александър Дюлгеров、1990年4月19日 - ）は、ブルガリア・ブラゴエヴグラト出身のプロサッカー選手。ピリン・ブラゴエヴグラト所属。ポジションは、ディフェンダー（ライトバック、センターバック）。